# Haninge kommun Holding
Haninge kommun Holding Aktiebolag är ett svenskt förvaltningsbolag som agerar moderbolag för de verksamheter som Haninge kommun har valt att driva i aktiebolagsform. Bolaget ägs helt av kommunen.

## Bolag
Källa: 
- Haninge Bostäder Aktiebolag
- Tornberget Fastighetsförvaltningsaktiebolag i Haninge